# Douglas Alexander

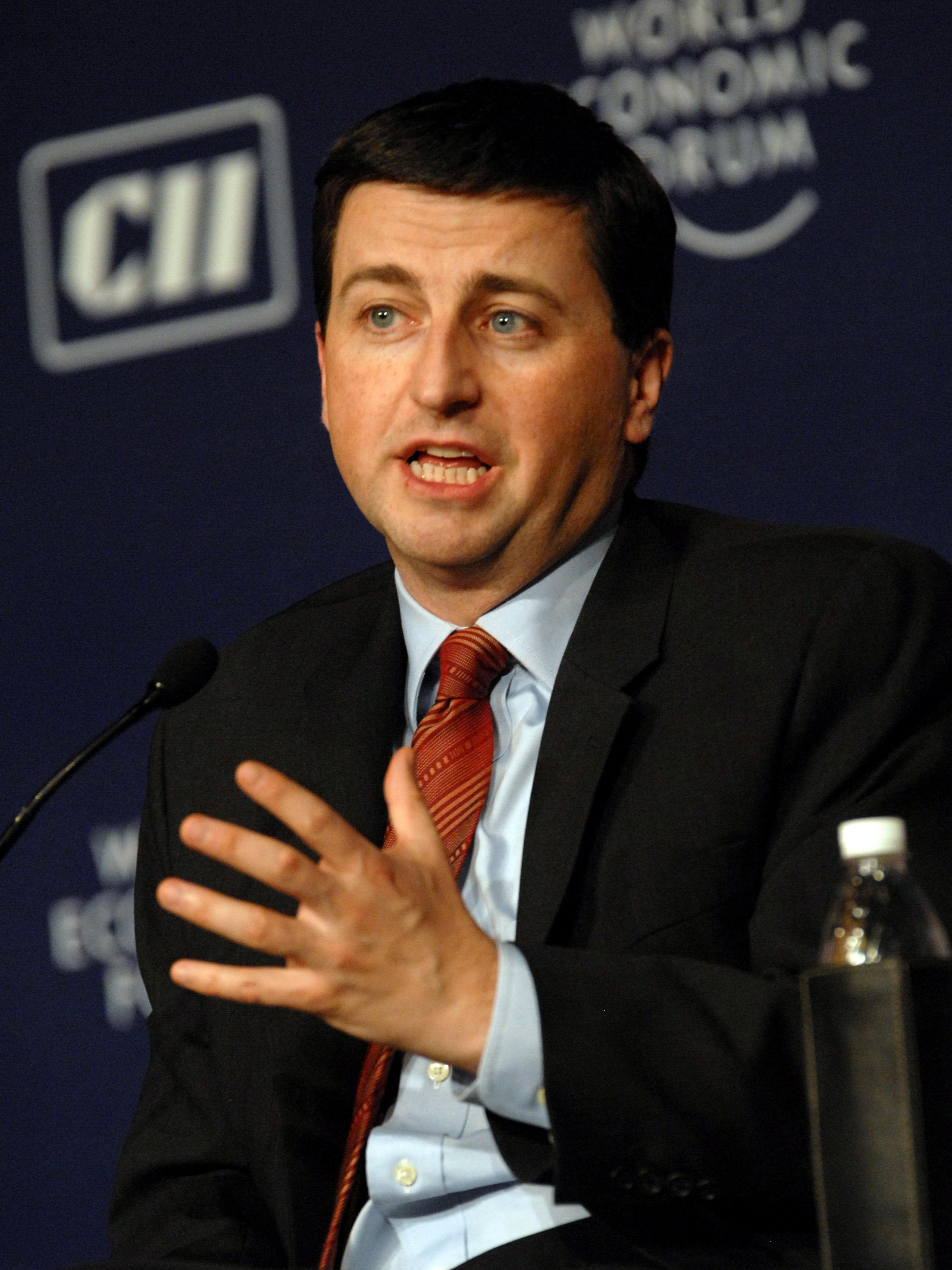
Douglas Alexander (2008)

Douglas Garven Alexander (* 26. Oktober 1967 in Glasgow) ist ein britischer Politiker der Labour Party. Er war von 1997 bis 2015 Abgeordneter des House of Commons für den schottischen Wahlkreis Paisley South, nach der Wahlkreisreform 2005 Paisley and Renfrewshire South. Nach verschiedenen Regierungsfunktionen war er zuletzt Minister für Internationale Entwicklung im Kabinett Gordon Browns. Seit dem 20. Januar 2011 ist er Schatten-Außenminister.

## Frühes Leben
Alexander wurde in Glasgow als Sohn eines Ministers (Gemeindepfarrers) der Church of Scotland geboren. Alexander ging zur Park Mains High School in Erskine, Renfrewshire. 1984 wechselte er zum Lester B. Pearson United World College of the Pacific in Kanada, wo er mit dem International Baccalaureate abschloss. Im Anschluss studierte er Politik und Moderne Geschichte an der University of Edinburgh.
Nach einer einjährigen Tätigkeit als Redenschreiber und wissenschaftlicher Assistent für Gordon Brown, den damaligen Schattenminister für Handel und Industrie, kehrte er an die University of Edinburgh zurück, um Rechtswissenschaften zu studieren. Er schloss 1993 mit dem LL.B. ab und qualifizierte sich dann als Rechtsanwalt (Solicitor).

## Politische Karriere
Bei der Nachwahl zum House of Commons im Wahlkreis Perth and Kinross kandidierte er 1995 für die Scottish Labour Party und wurde Zweiter. Bei der nächsten regulären Wahl im dann neu gebildeten Wahlkreis Perth and Perthshire North wurde er trotz einer Verbesserung seines Stimmenergebnisses Dritter.
Im gleichen Jahr kandidierte er bei einer Nachwahl für den Wahlkreis Paisley South und wurde am 6. November 1997 gewählt. Er wurde bei der nächsten Wahl 2001 mit einem deutlichen Stimmenzuwachs wiedergewählt. In den Jahren 2005 und 2010 wurde er im Nachfolge-Wahlkreis Paisley and Renfrewshire South gewählt.
Nach seiner erfolgreichen Rolle als Wahlkampfmanager wurde er 2001 Minister of State (vergleichbar mit einem Staatssekretär in Deutschland) mit Verantwortung für "e-commerce and competitiveness" im Department of Trade and Industry. 2002 wechselte er ins Cabinet Office, dem Büro des Premierministers. 2003 wurde er zum Minister des Cabinet Office und Chancellor of the Duchy of Lancaster befördert. Im September 2004 wurde er Minister of State for Trade, Investment and Foreign Affairs im Handels- und Außenministerium.
Nach der Wahl im Jahre 2005 wurde er Minister of State for Europe mit Kabinettsrang im Außenministerium. Folglich wurde er am 7. Juni 2005 Mitglied des Privy Councils. Am 5. Mai 2006 wurde er schließlich Secretary of State for Transport und gleichzeitig Secretary of State for Scotland. Nach der Amtsübernahme Gordon Browns im Jahre 2007 wurde er Secretary of State for International Development.
Nach der Labour Niederlage 2010 wurde Douglas Alexander zunächst Schattenminister für International Development, dann für Work and Pensions und schließlich am 21. Januar 2011 Schatten-Außenminister (Foreign and Commonwealth Affairs). Bei den Unterhauswahlen 2015 konnte sich Alexander nicht gegen die SNP-Kandidatin Mhairi Black durchsetzen und er schied in der Folge aus dem britischen Unterhaus aus.